# Gicrantus scutellaris
Gicrantus scutellaris är en insektsart som beskrevs av Rauno E. Linnavuori 1956. Gicrantus scutellaris ingår i släktet Gicrantus och familjen dvärgstritar. Inga underarter finns listade i Catalogue of Life.